# Celio Aruleno Sabino
Celio Aruleno Sabino (in latino Caelius Arulenus Sabinus; fl. I secolo) è stato un giurista romano, membro della scuola dei Sabiniani.

## Biografia
Uomo di nobile stirpe, fu console nel 69 d.C. Allievo del più celebre Masurio Sabino e di Gaio Cassio Longino, divenne il principale rappresentante della scuola dei Sabiniani, che da Masurio prendeva il nome, dopo che Longino fu deportato nel 65 d.C.
I suoi testi non furono inclusi nel Digesto, ma all'interno dell'opera giustinianea è sovente menzionato un suo commento all'editto degli edili curuli.